# Bloody Mary (Lady Gaga-dal)
A Bloody Mary Lady Gaga amerikai énekesnő dala a 2011-es Born This Way című második stúdióalbumáról. A produceri munkákat Gaga és Paul „DJ White Shadow” Blair végezték, míg a dalszerzésben részt vett a pároson kívül Fernando Garibay is. A Bloody Mary elektropop dal szintipop és trance elemekkel, valamint gregorián énekekkel. Habár a dal címe Bloody Mary  – ez a jelző leginkább I. Mária angol királynőhöz kötődik – Gaga a bibliai Mária Magdolna szerepét ölti magára a dalszövegben, akit olyan „női erőnek” tekint, akit az énekesnő egy katolikus leányiskola tanulójaként már gyermekkorában imádságai tárgyává emelt. Ez egyike az album bibliai utalásokat tartalmazó számainak.
A Bloody Mary kritikai fogadtatása javarészt pozitív volt. A kritikusok „gótikusnak” és „kísértetiesnek” nevezték a dalt, és méltatták a produceri munkát. Első élő előadása a 2012–2013-as Born This Way Ball koncertturnéján volt, ahol Gaga a színpadon „lebegve” volt látható egy fehér ruhában, két hasonlóan öltözött táncossal. A Joanne World Tour (2017–2018) során egy rikító piros öltözéket és fejdíszt viselt az előadáshoz. A The Horrors angol rockzenekar Bloody Mary-feldolgozása felkerült Gaga második, Born This Way: The Remix (2011) elnevezésű remixalbumára.
2022-ben, a Netflix horror-vígjátéksorozatának, a Wednesday-nek a megjelenését követően a címszereplő tánca és annak rajongói újraalkotásai a dal felgyorsított változatára rendkívül felkapottá tették a Bloody Mary-t. Ez a Spotify-on a dal lejátszásának nagymértékű növekedését eredményezte, és a Bloody Mary 2022 decemberében, tizenegy évvel a Born This Way megjelenése után, az album hatodik kislemezeként került a francia és olasz rádiókba. A következő hónapban az amerikai pop és felnőtt kortárs rádióknak is elküldték. A kislemezként való megjelenés után a dal Európában és Észak-Amerikában is felkerült a slágerlistákra; több nemzet, köztük Olaszország, Németország, Svédország, Svájc és az Egyesült Királyság kislemezlistáin a Top 40-be jutott, az Egyesült Államokban pedig a pop és a hot adult contemporary rádióformátumok Top 10-es listáján szerepelt.

## Hatások és dalszöveg

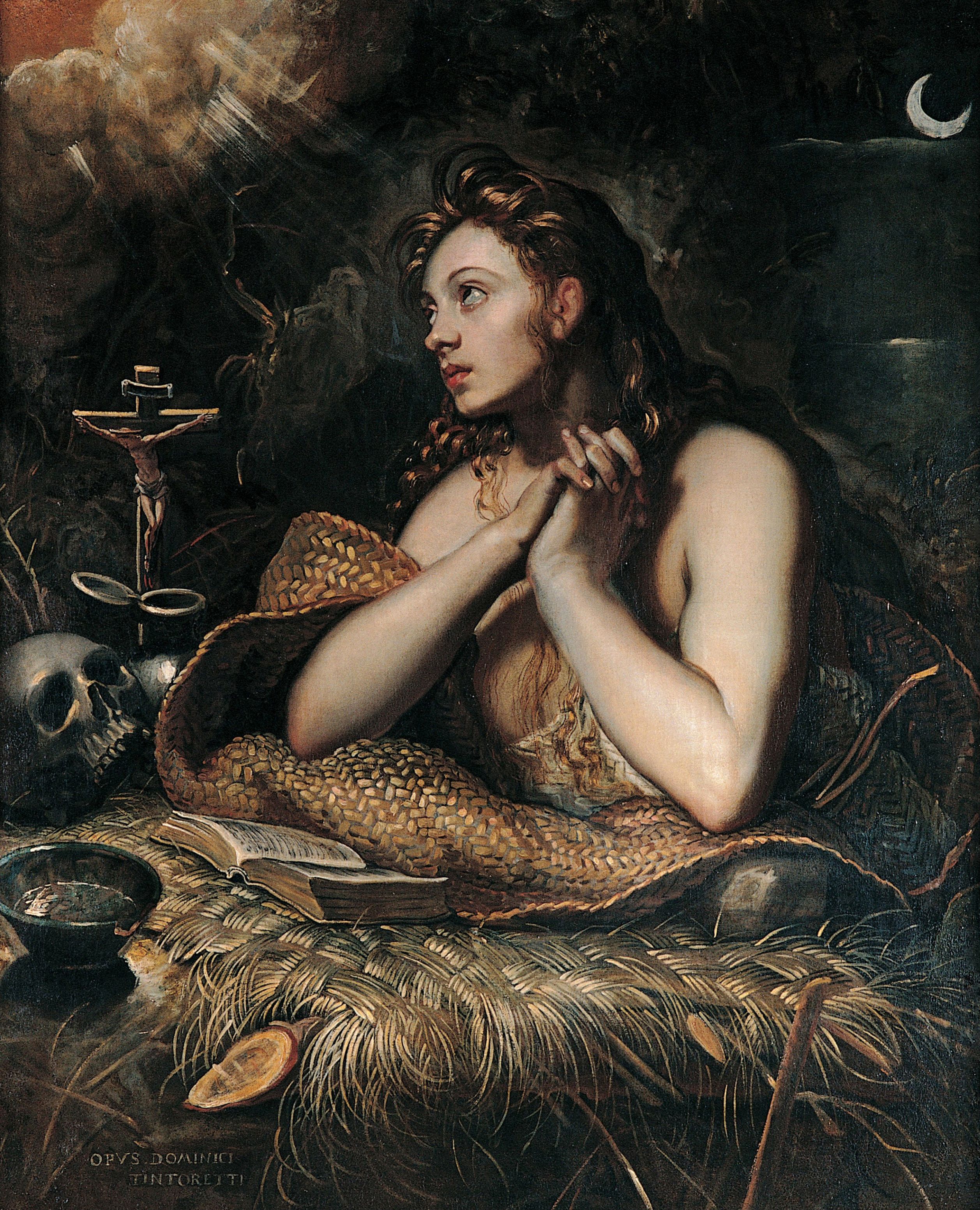
A dalhoz Mária Magdolna bibliai személy szolgált inspirációként

2011. május 23-án jelent meg Lady Gaga második stúdióalbuma, a Born This Way. A lemez egyik fő lírai témája a vallás; több dal, például a Judas – az album második kislemeze – és a Bloody Mary is utal a kereszténységre. Utóbbiban Gaga Mária Magdolna szerepét ölti magára, aki szemtanúja volt Jézus keresztre feszítésének. Az NME úgy jellemezte a Bloody Mary-t, mint a Judas „derűs fordítottját”, amely egy másik bibliai karaktert használ „nagyjából ugyanarra a feladatra”. A dal címe egy olyan jelző, amelyet leginkább I. Máriához, Anglia egyik kísérteties alakjához kötnek a folklórban és a városi legendákban. Gaga azonban Mária Magdolnából merített ihletet, akit a közösségi médiában „a legnagyobb rocksztár barátnőjeként” emleget; azt is elmondta, hogy a dal „arról szól, hogy félúton élünk a valóság és a fantázia között”.
A Popjustice-nak adott interjújában, miután a Magdaléna iránti vonzalmáról és a dal eredetéről kérdezték, Gaga kitért arra, hogy katolikus lányiskolában nevelkedett. Bár arra utasították, hogy imádkozzon Istenhez és Jézushoz, Gaga könnyebbnek találta, hogy „egy nőiesebb erőt” istenítsen az életében, és úgy döntött, hogy nőkhöz imádkozik – Szűz Máriához vagy Mária Magdolnához, illetve néhai nagynénjéhez, Joanne-hez, aki szerinte Isten mellett dolgozó angyal lett. Amióta popénekesnő lett, Gaga a hozzájuk való imádkozásban talált erőt. Arról is beszélt, hogy a bibliai időkben „mindig a nők voltak a célpontok”, akiket „házasságtörésért vagy illetlen dolgokért” megköveztek, ami arra késztette, hogy a Born This Way megalkotása közben a hitére gondoljon, hogy bátor legyen. Elmondta, hogy a dal szövege Magdolna szemszögéből íródott:
„A dalszöveg olyan, mintha Mária beszélne ... Ha meghallgatod a szöveget, és azt, ahogyan a ritmus megy, ahogyan énekelek, elég édesen kezdem, aztán átmegyek ezekbe a démoni hangokba, aztán visszatérek az édességhez, és végül a refrénben nyíltan azt éneklem: „Nem fogok sírni érted/ Nem fogom gyötörni magam a tetteid miatt/ Nem fogok sírni érted/ Ha már nem leszel velem, én akkor is Véres Mária (Bloody Mary) maradok”. Még mindig vérzek, ezt próbálom elmondani. Azt hiszem, magával ragadott ... hitem szerint Mária végig benne volt. Szerintem tudta, hogy mi fog történni. De azt is hiszem, hogy szerette őt, és hiszem, hogy volt egy pillanat, amikor sírt. Tehát azt mondja: „Nem fogok sírni érted”, de a dal többi részében, ahogyan ez a dal hangzik, szomorú és… [úgy hangzik], mint egy gyászének [...] Arról szól, hogy szupersztárnak kell lennem.”
Az NME-vel beszélgetve Gaga szupersztárként utalt Mária Magdolnára, aki „biztosan sírt is”. Kifejtette: „Mária Magdolna egyszerre volt tökéletesen isteni és tökéletesen emberi. Erősnek kell lennie, amikor Jézus beteljesíti a próféciát, hogy meghaljon mindenki bűneiért, de még mindig megvan benne az emberségnek az a pillanata, amikor feldúlt, amiért el kell engedje őt”. Egy Twitter-bejegyzésben Gaga a dal inspirációjaként piros Rolls-Royce Corniche III autóját is említette. A 2009-ben vásárolt autó akkoriban az egyetlen autója volt, és „Bloody Mary”-nek nevezte el.

### Tematikus elemzés
Sean Adams a Drowned in Sound-tól úgy véli, hogy Gaga „varázsának” része az, ahogyan „nagy történelmi kontextust teremt magának”, és a Bloody Mary-t a Born This Way dalok sorába sorolta, amelyekben „uralkodók és mártírok mellett állítja fel magát”; a Government Hooker, a Black Jesus + Amen Fashion és a Judas további példák erre. Ann Powers az NPR-től azt mondta, hogy az album egyik átfogó témája a „démonok, amelyekkel minden feminista előadónak szembe kellett néznie”, mint például a kereszténység, a Bloody Mary-vel. A Vulture, a New York Magazine-hoz kapcsolódó online blog szerint Gaga „Máriát a női szenvedés kecses, örök ikonjaként ábrázolja”, hozzátéve, hogy a szám „lehet szentségtörő, de ahogy a Krisztus utolsó megkísértésében, az ikonok emberivé tétele csak még inkább átélhetővé teszi őket”. Az American Songwriter cikkében Alex Hopper azt mondta, hogy Gaga mint Magdolna „úgy dönt, hogy a világban általa terjesztett szeretetre összpontosít, szemben az előtte álló tragédiával. Gyásza ellenére azt ígéri, hogy felveszi ezt a köpenyt, és a maga módján terjeszti a szeretetet: felszárítja a könnyeit és végigtáncolja az éjszakát”.

## Felvétel és kompozíció
A Bloody Mary-t Gaga, Fernando Garibay és Paul „DJ White Shadow” Blair írta, a produceri feladatokat Gaga és Blair látta el, további társproducerek: Garibay és Clinton Sparks. A dal egy demóként indult, amelyet Blair a sydney-i Studios 301-ben készített. Gaga lejátszotta Garibaynek, amíg Ausztráliában voltak, majd a Los Angeles-i stúdiójában „rányomták a bélyegüket a dalra”, ahol Gaga a Born This Way számos számát véglegesítette. Garibay megjegyezte, hogy csak néhány részt adtak hozzá a dalhoz, és hogy az albumverzió nem áll messze a demótól.
Ez egy lassú tempójú elektropop szám, amely „pengetett húrokat” és „mocskos ütemeket” tartalmaz, valamint egy „szintetizátoros dallama” van, trance elemekkel. A dal „torz vokáleffekteket” és gregorián énekeket tartalmaz, egy „erősen számítógépesített”, szerzetes-szerű kórus ismételten a „GA-GA”-t kántálja, „mielőtt felcsendül egy eufórikus beatdown”. A dalszövegek egy részét franciául és spanyolul énekli. Gaga „fájdalmas »LOVE!« kiáltásai” a számban egy „death metal vokálrészletre” hasonlítanak. Énekhangja az E3-tól a C5-ig terjed. Az NME a Bloody Mary-t „sötét, lüktető és atmoszférikus, szinte gyászos elektroballadaként” jellemezte, míg a Vulture „elektropop operának” bélyegezte. A MuuMuse-os Bradley Stern szerint a dal „David Bowie space-popját” idézi. A Glamour rovatvezetője, Jenn Selby a Born This Way egyik olyan számának találta, amely „Madonna összetéveszthetetlen jegyeit hordozza”. Andy Gill, a The Independent írója szerint „a szerzetesi vokóderes éneklés ... a román techno-klasszikus Enigmát idézi”. Rob Sheffield, a Rolling Stone írója a „Chic féle basszus” miatt jegyezte meg a dalt.

## A kritikusok értékelései
Dan Martin az NME-nél a Bloody Mary-t választotta a Born This Way egyik csúcspontjának, „egy elegáns, kecses pillanatnak nevezve egy olyan albumon, amely nem éppen azzal van elfoglalva, hogy elegáns vagy kecses legyen”. Robert Copsey a Digital Spy-tól úgy találta, hogy „dekadens szám, ugyanolyan egyházi hangzással, mint a Judas – bár rokonával ellentétben nem próbál más lenni, mint kecses és könnyed pop”. Owen Myers a Pitchfork-tól a dal gregorián énekeit emelte ki, mint az album „élvezetesen túlzó gótikus elemeit”. Neil McCormick a The Telegraph-nak írva a Bloody Mary-t „édes szerelmes dalnak” nevezte, megjegyezve, hogy „az elegáns, szinte éteri dallam finoman áramlik, még akkor is, amikor szerzetesek kórusai skandálják a »Ga Ga«-t”.  Caryn Ganz a Spin-től „hipnotikusan giccsesnek” nevezte a dalt. A Vulture cikke a Blood Mary-t „könyörtelenül táncolható” számnak találta.
Craig Jenkins, a Prefixmag munkatársa szerint „a kissé nyugodt” dal, a Scheiße és a Government Hooker című albumszámokkal együtt „elhagyja a karaoke szarságot és a táncparketten rúgja szét a seggeket”, és „a korszerűség kedvéért elkerüli a Born This Way időutazós hangulatát”. Adam White a The Independent-től dicsérte a Bloody Mary-t, írva; „Nagyszerű produkció, gyönyörű produkció. Az üvöltés, a visszhangok és az általános kísértetiesség közepette itt van két sor, amelyben Gaga éneke mintha elolvadna és megalvadna, és ez valahogy zseniális”. James Reed a The Boston Globe-tól azt mondta, hogy a szám „lefarag néhányat a produkciós vaskosságból, és még az ál-vallásos előzmények ellenére is ... üdítő hallani, ahogy Gaga visszavonul a dal érzékiségébe”. Egy 2021-es visszatekintő kritikában Bianca Gracie a Uproxx-tól úgy jellemezte a „Bloody Mary”-t, mint „Gaga katalógusának egyik leghangosabb dallamát”.
A Rolling Stone-os Jody Rosen kevésbé volt pozitív, kiemelve a dal „lomha tempóját, bolondos »goth« atmoszféráját és egy olyan szöveget, amely úgy hangzik, mint egy rossz középiskolai költemény: 'We are not just art for Michaelangelo to carve/He can't rewrite the agro of my furied heart' („Mi nem csak Michelangelo kifaragott művei vagyunk/ Ő nem tudja kifejezni azt a dühöt, ami a szívemben lakozik”). Sean Adams a Drowned in Sound-tól az album egyik töltelékének nevezte a „furcsán nehézkes” dalt. Evan Sawdey, a PopMatters munkatársa szerint; „a Bloody Mary a fergeteges vonós-pengetős nyitány ellenére egy feltűnően átlagos klubszám, amely nagyon erősen kijátssza a vallásos kártyát, de nem sok haszna van”.

## Kiadás és médiamegjelenések
2022 novemberében a Bloody Mary felkapott lett, miután a TikTok-on egy felgyorsított változatot használtak a Wednesday Addams (Jenna Ortega) táncát ábrázoló videókban a Netflix televíziós sorozatában, a Wednesday-ben, illetve annak rajongói újraalkotásaiban. A videók egy olyan klipből származnak, amelyben Addams a The Cramps 1981-es Goo Goo Muck című dalára táncol, de a hangot a Bloody Mary-re cserélték. Ez gyorsan hatalmas fellendülést okozott a dal streamelésében, és 2022. december 2-án kislemezként eljutott a francia rádiókhoz, majd december 23-án kislemezként jelent meg Olaszországban. 2023. január 17-én a dalt elküldték az amerikai poprádióknak, január 30-án pedig a felnőtt kortárs rádióknak. 2023. március 15-én az Interscope kiadta a Bloody Mary-t bakelitlemezen, amelynek felületébe a dalszöveg egy részét belevésték, majd május 5-én CD-n is megjelent. Egy másik tizenkét hüvelykes bakelit változatot „Glow in the Dark” címmel 2023 Halloweenjére adtak ki.
A TikTok-on Gaga később egy fekete-fehér videót tett közzé, amelyben gót sminkben és a Wednesday által a sorozatban viselt szereléshez hasonló öltözékben előadja a népszerű táncot. A Bloody Mary felgyorsított változata szerepelt a Netflix kedvcsinálójában a Wednesday második évadához.

## Kereskedelmi teljesítmény
Miután megjelent először 2011 májusában az album részeként, a Bloody Mary a libanoni Top 20 Airplay chart első helyét érte el, ami az egyetlen listás szereplése volt. A Billboard szerint a Bloody Mary 2022. augusztus 18. óta fokozatosan gyűjtötte a streameket világszerte, akkor 561 000 streamet produkált.
A szám fellendülésének első hetében, amely két nappal a Wednesday premierje után, 2022. november 23-án kezdődött, és december 1-jén ért véget, a Bloody Mary-t 1,8 milliószor streamelték, 509%-kal növelve a hivatalos, on-demand streamek számát és 1133%-kal az eladásokét. A rákövetkező héten 144%-kal növekedett a streamelésekben és 201%-kal az eladásokban, és a 168. helyen debütált a Billboard Global Excl. US charton, a Global 200-as lista Egyesült Államokat nem tartalmazó változatán. A dal növekedési aránya a kezdeti felfutást követő két hétben 537% volt a streamek és 144% az eladások tekintetében világszerte, és 412% és 140% az Egyesült Államokban. Később mindkét listán bekerült a Top 40-be, a Global 200-as listán a 31., az Excl. US listán pedig a 28. helyen végzett. Miután kezdetben nem került be a Billboard Hot 100-as listájára a karácsonyi dalok népszerűsége miatt a kezdeti fellendülés idején, a Bloody Mary a 68. helyen debütált a listán a 2023. január 14-i kiadásban. A dal kezdetben az 54. helyig emelkedett, majd ingadozott, mielőtt a listán töltött tizenkettedik héten új csúcsot ért el a 41. helyen. A Billboard Adult Contemporary listán a 23., a Billboard Mainstream Top 40 listán a 10., a Billboard Adult Top 40 listán pedig a 3. helyet érte el. A szám megelőzte a korábbi Born This Way-kislemezdalokat, a Judas-t és a Marry the Night-ot az amerikai rádiókban, és az album negyedik olyan száma lett, amely közel 12 évvel a megjelenése után a Top 10-be került az amerikai poprádiókban. 2023 áprilisáig a dal a Luminate szerint 166 millió hivatalos on-demand streamet ért el, és 92 000 digitális példányt adtak el belőle az Egyesült Államokban. Kanadában a Bloody Mary-t a Music Canada arany minősítéssel látta el, mivel legalább 40 000 darabot adott el belőle. A dal a Billboard Canadian Hot 100-as listáján 2022. december 17-én a 74. helyen debütált. Miután öt héten át ingadozott, a dal a hetedik héten az 50. helyre emelkedett. Annak ellenére, hogy a dal Ausztráliában nem került fel a slágerlistákra, az ARIA platina minősítéssel jutalmazta, mivel legalább 70 000 darabot értékesítettek belőle.
A Bloody Mary a kislemezként való megjelenését követően Európa-szerte bekerült a különböző zenei listákra. A dal 2022. december 16-án jelent meg az Egyesült Királyság kislemezlistáján az 57. helyen; a következő két hétben a Top 75-ben maradt, és a Top 40-ben a 22. helyen ért be a negyedik héten a listán, ezzel a Born This Way hetedik száma lett, amely a Top 40-be került, tizenegy évvel az előző kislemez, a Marry the Night megjelenése után. 2024 júliusában a kislemez arany minősítést kapott az országban, mivel legalább 400 000 darabot forgalmaztak belőle. Olaszországban, az egyik első országban, ahol a dalt hivatalosan is elküldték a rádióknak, a „Bloody Mary” a 87. helyen debütált a Top 100 Singles listán. Az ötödik héten a dal a 20. helyig jutott. Később a Bloody Mary Olaszországban arany minősítést kapott, mivel legalább 50 000 darabot adott el belőle. Görögországban a dal az IFPI nemzetközi digitális kislemezlistáján a 10. helyen végzett, és csak az országban elért 1 000 000 streamelésért arany minősítést kapott. A dal más európai kislemezlistákon is bekerült a top 40-be: a német kislemezlistán a 31., a svéd kislemezlistán a 30., a svájci kislemezlistán a 29., a finn kislemezlistán a 23., a magyar Top 40 kislemezlistán az ötödik, a lengyel Airplay Top 100 listán pedig a második helyen végzett.

## Remixek
2011. november 18-án Gaga kiadta második remixalbumát, a Born This Way: The Remix-et, amelyen az angol rockbanda, a The Horrors Bloody Mary-remixe is szerepel. A Billboard albumkritikájában a remixet „buja, kísérteties anyagnak nevezte, amelyben Gaga elveszik a táncparkett sötétségében”. Stephen Thomas Erlewine az AllMusic-tól az album egyik csúcspontjaként sorolta fel a számot. Nick Levine a BBC Music-tól azt mondta, hogy a remix a Bloody Mary-t „a diszkók kötelező dalává” változtatta. Sarah Murphy az Exclaim! oldalán „hátborzongató” feldolgozásnak nevezte, amelyben „a gótikus britek lelassítják a számot, és a rájuk jellemző hátborzongatóságot adják hozzá”. Chris Eggersten az Uproxx-tól azt mondta, hogy ez „egy elég merész újragondolása a dalnak (Gaga szinte az összes dalszövegét elvetették)”, és úgy jellemezte, hogy ez egy „hangulatos, szinte meditatív fordulat az eredeti számhoz”.
2012-ben Clinton Sparks, a Bloody Mary eredeti verziójának egyik producere, önállóan kiadta saját remixét a dalból, amely egy dance club verzió, amely „tele van nyers, indusztriális dübörgő basszussal, morajló szintetizátorokkal ... és pörgős tempóval”. 2023-ban kiadott egy új remixet a dalból, amelyet Disco Fries-szel közösen készített.

## Élő előadások

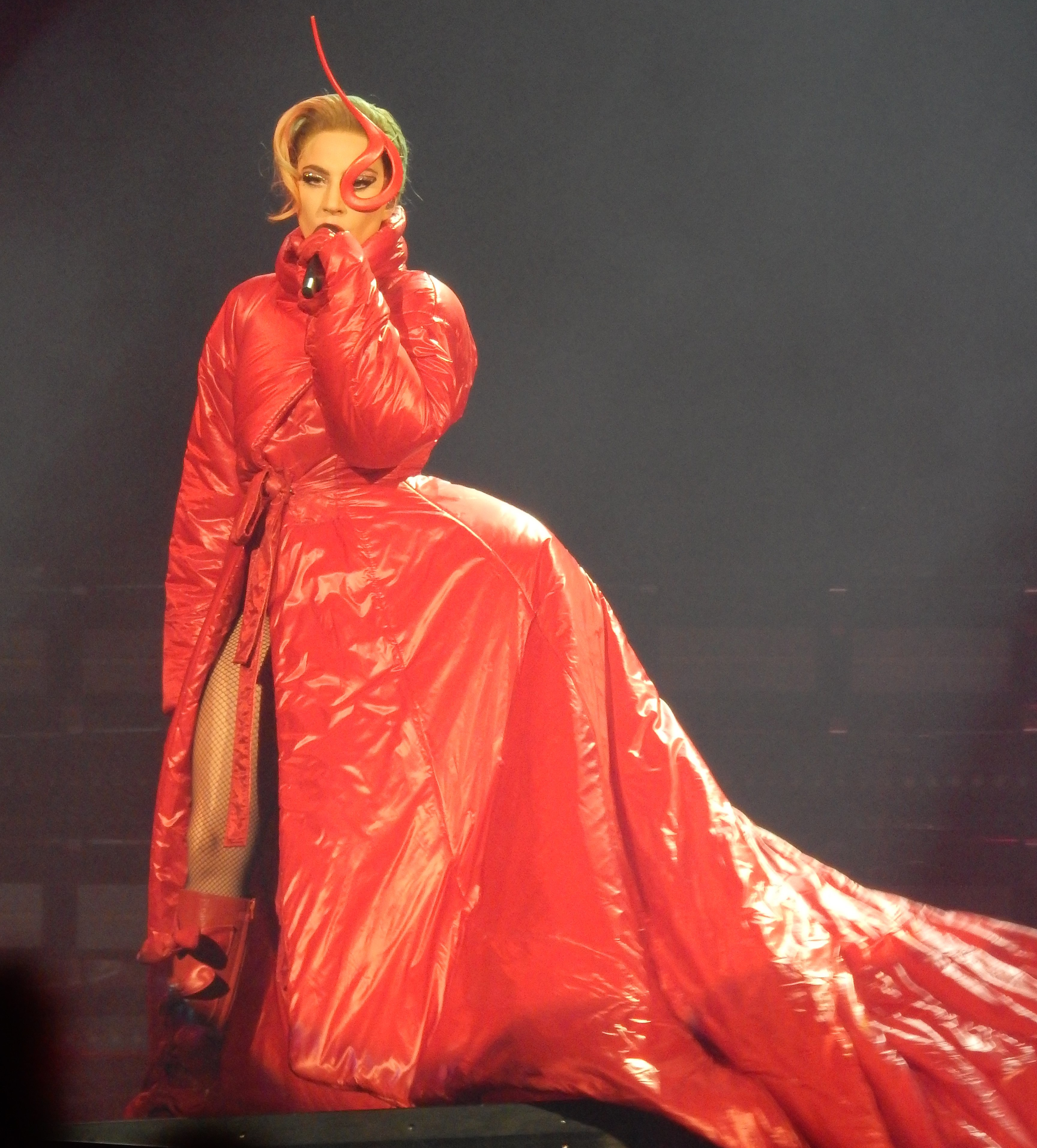
Gaga a Bloody Mary előadása közben a Joanne World Touron

Gaga előadta a Bloody Mary-t harmadik önálló koncertkörútján, amely a Born This Way Ball (2012–2013) elnevezést kapta. Fehér ruhát és sisakot viselt, és két táncosnővel volt látható, akik ugyanebben a ruhában voltak. A három nő távirányítású platformokon mozgott egy kör alakú kifutón, azt az illúziót keltve, hogy a színpad felett lebegnek. Gaga miniszoknyás férfi táncosai követték őket. Charlie Ivens, a The Line of Best Fit munkatársa szerint Gaga „kozmikus méhészként” jelent meg a dal „abszurdan hullámzó ütemei” alatt. Chase Wade, a The Dallas Morning News munkatársa szerint a „Bloody Mary bosszantó volt, ahogy operai éneket adott elő egy teljesen fehér ruhában, miközben úgy siklott, mint valami automata menyasszony”.
A Bloody Mary felkerült Gaga ötödik headliner koncertkörútjának, a Joanne World Tournak (2017–2018) a setlistjére is. A koncert során a dalt egy rikító piros Norma Kamali „hálózsák” kabátban adta elő, fejdísszel. Táncosai hasonló színű ruhákat viseltek. Lauren Alexis Fisher, a Harper’s Bazaar munkatársa szerint Gaga „az avantgárd megjelenést, amelyet mindig is magáénak vallott”, visszahozta ezzel az öltözékkel, karrierjének egy lecsupaszított korszakát követően. Alex Stedman, a Variety munkatársa „kellemes meglepetésnek” nevezte a szám felvételét a setlistre. Mikael Wood, a Los Angeles Times munkatársa szerint Gaga Bloody Mary előadása „egy szellemes sátáni orgia benyomását keltette”, és megjegyezte, hogy „a rajongói által elvárt, bonyolult színpadi díszletet kínált”. Tom Murray, az Edmonton Journal munkatársa szerint a dal alatt Gaga táncosai „úgy bukdácsoltak utána, mint a Marat Sade-ban az elmegyógyintézet rabjai”.
2025-ben Gaga a Bloody Mary-vel nyitotta meg a Coachella szettjét. A színpadon egy hatalmas, bíborszínű abroncsos szoknyában jelent meg – amely a Tudor-korszakot idézte –, és három emelet magasra nyúlt. A ruháról később kiderült, hogy egy madárkalitkát rejt, amelybe háttértáncosai voltak bezárva.

## Közreműködők
A Bloody Mary közreműködőinek listája
- Lady Gaga – vokálok, dalszerző, producer, háttérvokálok
- DJ White Shadow – dalszerző, producer, programozás, billentyűsök
- Fernando Garibay – dalszerző, társproducer, programozás, billentyűsök
- Clinton Sparks – társproducer, billentyűsök
- Kamau Georges – programozás
- Bill Malina – hangmérnök
- Dave Russell – hangfelvétel a Studio 301-ban (Sydney, Ausztrália); hangkeverés a The Mix Roomban (Burbank, Kalifornia)
- Chris Gehringer – maszterelés a Sterling Soundban (New York City)
- Paul Pavao – asszisztens
- Jordan Power – asszisztens

## Helyezések
| Lista (2011)              | Legjobb helyezés |
| ------------------------- | ---------------- |
| Libanon (Lebanese Top 20) | 1                |

| Lista (2022–2023)                        | Legjobb helyezés |
| ---------------------------------------- | ---------------- |
| Ausztria (Ö3 Austria Top 40)             | 32               |
| Csehország (Singles Digitál Top 100)     | 9                |
| Dél-Korea Letöltések (Circle)            | 134              |
| Egyesült Királyság (UK Singles Chart)    | 22               |
| Finnország (Billboard)                   | 23               |
| Franciaország (Single Top 100)           | 43               |
| Global 200 (Billboard)                   | 31               |
| Görögország Nemzetközi (IFPI)            | 10               |
| Hollandia (Single Top 100)               | 97               |
| Írország (IRMA)                          | 80               |
| Kanada (Canadian Hot 100)                | 50               |
| Kanada CHR/Top 40 (Billboard)            | 32               |
| Kanada Hot AC (Billboard)                | 21               |
| Lengyelország (Polish Airplay Top 100)   | 2                |
| Lengyelország (Polish Streaming Top 100) | 15               |
| Lettország (LAIPA)                       | 11               |
| Libanon (Lebanese Top 20)                | 20               |
| Litvánia (AGATA)                         | 1                |
| Luxemburg (Billboard)                    | 24               |
| Magyarország (Dance Top 40)              | 4                |
| Magyarország (Rádiós Top 40)             | 6                |
| Magyarország (Single Top 40)             | 5                |
| Magyarország (Stream Top 40)             | 14               |
| Németország (Media Control Charts)       | 31               |
| Olaszország (FIMI)                       | 20               |
| Portugália (AFP Top 100 Singles)         | 60               |
| San Marino (SMRRTV Top 50)               | 3                |
| Spanyolország (PROMUSICAE)               | 96               |
| Svájc (Schweizer Hitparade)              | 29               |
| Svédország (Sverigetopplistan)           | 30               |
| Szlovákia (Rádio Top 100)                | 76               |
| Szlovákia (Singles Digitál Top 100)      | 12               |
| US Billboard Hot 100                     | 41               |
| US Adult Contemporary (Billboard)        | 21               |
| US Adult Top 40 (Billboard)              | 3                |
| US Dance/Mix Show Airplay (Billboard)    | 31               |
| US Mainstream Top 40 (Billboard)         | 10               |
| Venezuela (Record Report)                | 48               |

| Lista (2023)                           | Helyezés |
| -------------------------------------- | -------- |
| Global 200 (Billboard)                 | 167      |
| Lengyelország (Polish Airplay Top 100) | 27       |
| Magyarország (Dance Top 40)            | 11       |
| Magyarország (Rádiós Top 40)           | 29       |
| US Billboard Hot 100                   | 99       |
| US Adult Contemporary (Billboard)      | 47       |
| US Adult Top 40 (Billboard)            | 22       |
| US Mainstream Top 40 (Billboard)       | 35       |

| Lista (2024)                 | Helyezés |
| ---------------------------- | -------- |
| Magyarország (Dance Top 40)  | 64       |
| Magyarország (Rádiós Top 40) | 57       |

## Minősítések és eladási adatok
| Régió | Minősítés  | Eladott példányszám |
| --- | ---------- | ------------------- |
| Ausztrália (ARIA) | platina    | 70 000‡             |
| Ausztria (IFPI Austria)                                                                                                 | arany      | 15 000*             |
| Brazília (Pro-Música Brasil)                                                                                            | 3× platina | 180 000‡            |
| Egyesült Államok (RIAA)                                                                                                 |            | 92 000              |
| Egyesült Királyság (BPI)                                                                                                | arany      | 400 000‡            |
| Kanada (Music Canada)                                                                                                   | arany      | 40 000‡             |
| Lengyelország (ZPAV) | platina    | 20 000‡             |
| Olaszország (FIMI) | platina    | 70 000‡             |
| Spanyolország (PROMUSICAE)                                                                                              | arany      | 20 000‡             |
| Új-Zéland (RMNZ) | arany      | 15 000‡             |
| Streaming |            |                     |
| Görögország (IFPI Greece)                                                                                               | arany      | 1 000 000†          |
| ‡ Eladási+streaming példányszámok kizárólag a minősítés alapján. † Csak streaming számok kizárólag a minősítés alapján. |            |                     |

## Megjelenési történet
| Régió              | Dátum              | Formátum(ok)                                       | Kiadó      | For.    |
| ------------------ | ------------------ | -------------------------------------------------- | ---------- | ------- |
| Franciaország      | 2022. december 2.  | Rádiós megjelenés                                  | Universal  | [ 39 ]  |
| Olaszország        | 2022. december 23. | Rádiós megjelenés                                  | Universal  | [ 40 ]  |
| Egyesült Államok   | 2023. január 17.   | Kortárs slágerrádió                                | Interscope | [ 41 ]  |
| Egyesült Államok   | 2023. január 30.   | Felnőtt kortárs rádió hot AC radio modern AC radio | Interscope | [ 42 ]  |
| Egyesült Államok   | 2023. március 15.  | 12"-es hanglemez                                   | Interscope | [ 133 ] |
| Németország        | 2023. március 24.  | 12"-es hanglemez                                   | Universal  | [ 134 ] |
| Japán              | 2023. március 31.  | 12"-es hanglemez                                   | Universal  | [ 135 ] |
| Kanada             | 2023. április 14.  | 12"-es hanglemez                                   | Interscope | [ 136 ] |
| Egyesült Királyság | 2023. április 24.  | 12"-es hanglemez                                   | Polydor    | [ 137 ] |
| Egyesült Államok   | 2023. május 5.     | CD                                                 | Interscope | [ 44 ]  |
| Németország        | 2023. május 12.    | CD                                                 | Universal  | [ 138 ] |
| Egyesült Államok   | 2023. május 12.    | Digitális letöltés                                 | Interscope | [ 139 ] |
| Brazília           | 2023. július 14.   | 12"-es hanglemez                                   | Universal  | [ 140 ] |
| Németország        | 2023. október 31.  | 12"-es hanglemez (Glow in the Dark kiadás)         | Universal  | [ 141 ] |
| Olaszország        | 2023. október 31.  | 12"-es hanglemez (Glow in the Dark kiadás)         | Universal  | [ 46 ]  |
| Egyesült Államok   | 2023. október 31.  | 12"-es hanglemez (Glow in the Dark kiadás)         | Interscope | [ 45 ]  |
| Egyesült Államok   | 2023. november 11. | 12"-es képes hanglemez                             | Interscope | [ 142 ] |
| Brazília           | 2024. január 26.   | 12"-es hanglemez (Glow in the Dark kiadás)         | Universal  | [ 143 ] |